# Joseph Welzenbacher
Joseph Welzenbacher (ur. w Monachium) – niemiecki kolarz, uczestnik igrzysk w 1896. Wystartował na nich w wyścigu dwunastogodzinnym oraz wyścigu na 100 km. Żadnego z nich nie ukończył.